# St. Sixtus (Blossenau)

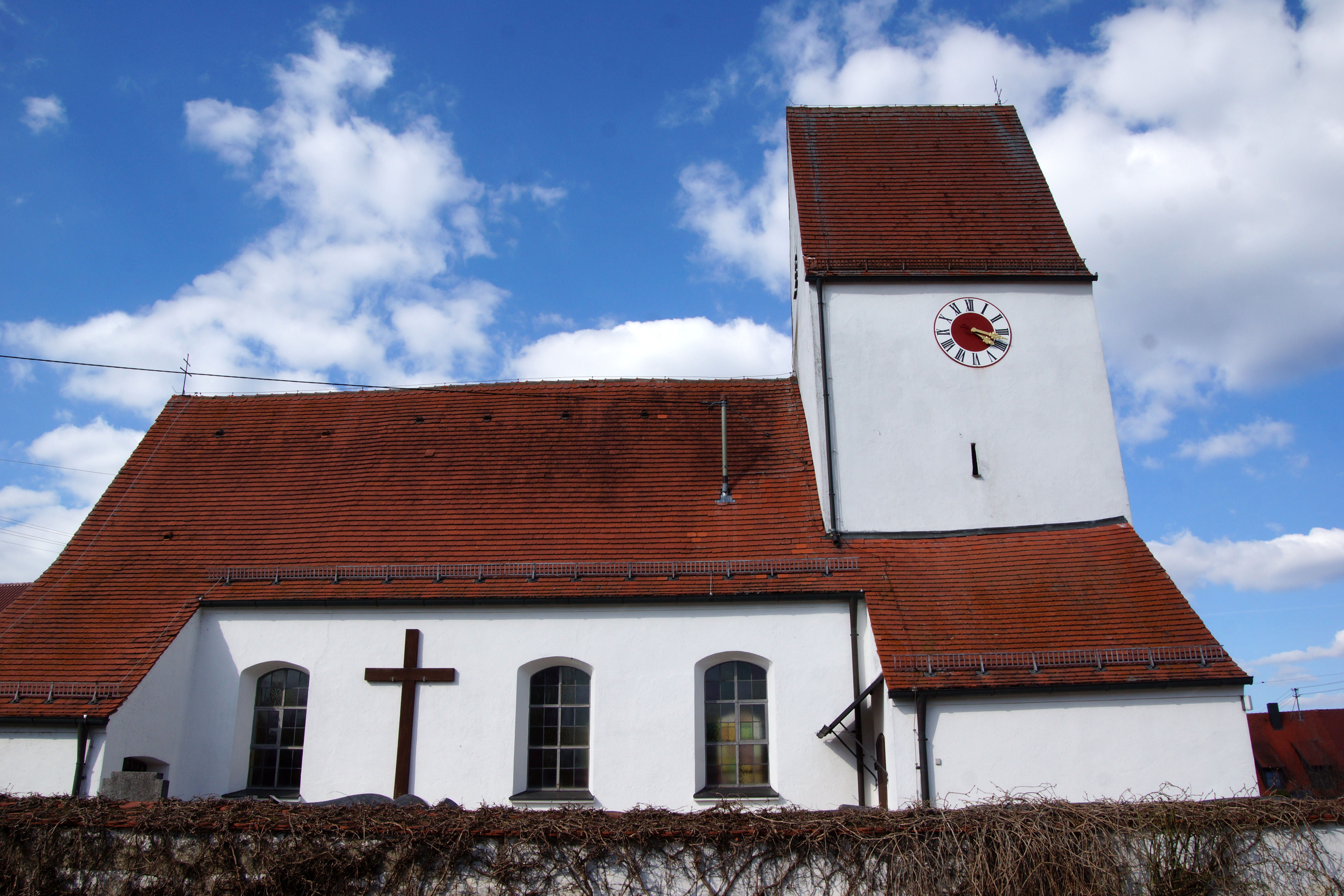
Kirche St. Sixtus in Blossenau

Die katholische Filialkirche St. Sixtus in Blossenau, einem Gemeindeteil von Tagmersheim im schwäbischen Landkreis Donau-Ries in Bayern, wurde wohl im 13. Jahrhundert errichtet. Die Kirche an der Kirchgasse 3, mitten im Dorf im ummauerten Friedhof, ist ein geschütztes Baudenkmal.

## Architektur
Von der frühgotischen Chorturmkirche ist der wuchtige Turm mit Satteldach erhalten. Der Chor im Untergeschoss des Turmes besitzt eine Flachdecke.
Das Kirchenschiff mit stichbogigen Fenstern und einer Flachdecke stammt aus dem Jahr 1720, es wurde 1905 nach Westen erweitert. Der stichbogige Chorbogen hat ein barockes Kämpferprofil. Der Saalbau mit Satteldach besteht aus verputztem Bruchsteinmauerwerk.
Der Sakristeianbau im südlichen Turmwinkel und das Vorzeichen im Südwesten stammen aus dem Jahr 1905.

## Ausstattung
Die Deckenbilder im Schiff wurden in der Mitte des 18. Jahrhunderts geschaffen, sie zeigen Szenen aus dem Leben des heiligen Sixtus.
Im Altar mit vier Säulen steht in der Mitte die Figur des heiligen Sixtus, seitlich stehen die Figuren des heiligen Stephanus und des heiligen Laurentius, die Anfang des 18. Jahrhunderts geschaffen wurden.

## Zugehörigkeit
Die Filiale St. Sixtus gehört zur Pfarrei Übersfeld, Pfarreiengemeinschaft Marxheim/Daiting, Katholisches Dekanat Donauwörth im Bistum Augsburg.